# Schinkel-Tabernakel von Dennewitz

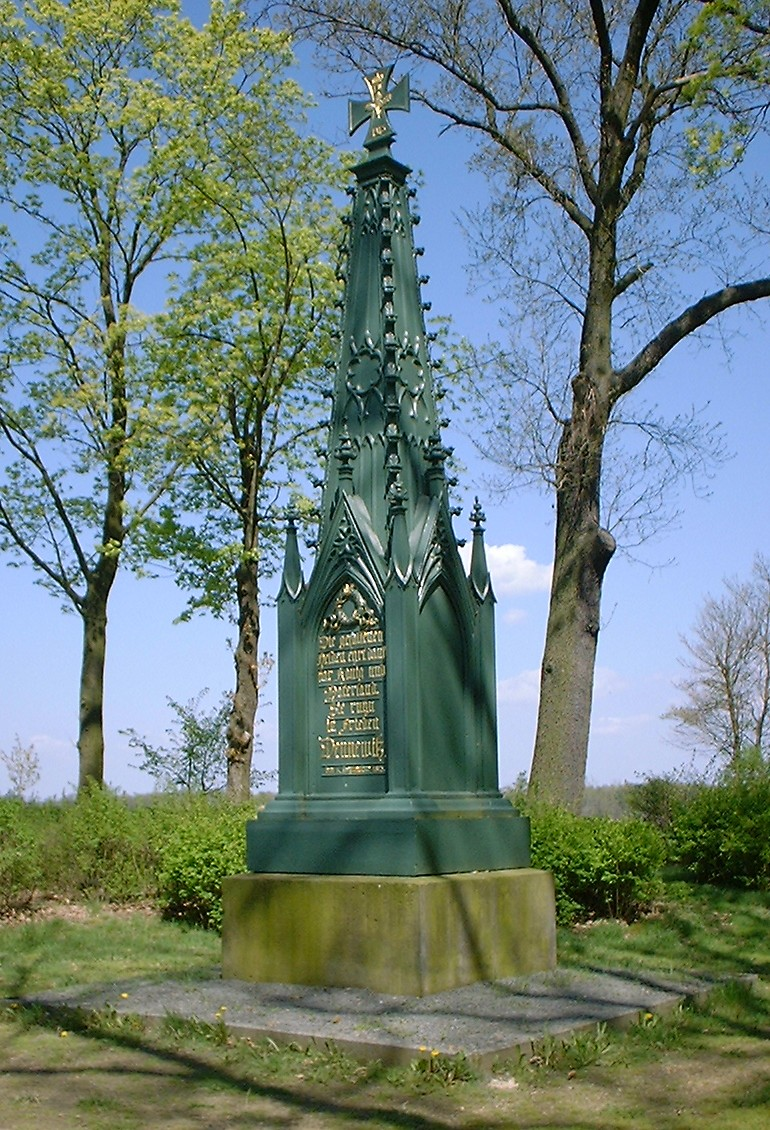
Der Schinkel-Tabernakel von Dennewitz

Der Schinkel-Tabernakel von Dennewitz aus Fer de Berlin gehört zu einem Netzwerk von Denkmälern für die Gefallenen der Befreiungskriege, die der König Friedrich Wilhelm III. stiftete. Es steht in Niedergörsdorf. Das Denkmal ist mit Zugangsallee und Wächterhaus denkmalgeschützt.

## Beschreibung
Das Denkmal für die siegreichen Schlachten gegen Napoleon wurde in Form eines gotischen Tabernakels 1817–18 durch die Königlich Preußische Eisengießerei gestaltet. Das Denkmal ist ca. 6 m hoch und 3,5 t schwer. Bekrönt wird es von einem Eisernen Kreuz, dessen Gestaltung, z. B. als Orden, auch auf Karl Friedrich Schinkel zurückgeht. Das Epitaph ist bewusst schlicht gewählt:
Die gefallenen

Helden ehrt dank-

bar König und

Vaterland.

Sie ruhn

in Frieden.

Dennewitz

den 6. September 1813.

## Geschichte
Im Jahre 1816 beschloss König Friedrich Wilhelm II., das die Gefallenen der Befreiungskriege mit Denkmalen zu ehren sei. Diese Denkmale aus Gusseisen sollten an sechs Schlachtorten, eben auch Dennewitz, aufgestellt werden. Am 6. September 1813 hatten preußische Truppen unter den Generälen Bülow und Tauentzien die französischen Truppen unter Marschall Ney geschlagen. Damit wurde ein Vormarsch auf Berlin verhindert. Das Denkmal wurde am 6. September 1817 zur Erinnerung an die Schlacht bei Dennewitz eingeweiht. Das Denkmal wurde allerdings nicht in Dennewitz, sondern auf einem Hügel in Niedergörsdorf aufgestellt. Im Jahr 2002 wurde es gründlich saniert.